# Bankroll
Bankroll è un singolo del rapper statunitense YoungBoy Never Broke Again pubblicato il 16 ottobre 2020.

## Video musicale
Il videoclip ufficiale è stato pubblicato sul canale ufficiale del rapper.

## Tracce
1. Bankroll – 2:47